# Estádio Flamarion Vasconcelos
O Estádio Flamarion Vasconcelos, apelidado de Canarinho, é um estádio de futebol localizado na cidade de Boa Vista, no estado de Roraima, pertence ao Governo do Estado de Roraima.
O estádio foi interditado em 2012, após o início de uma reforma que foi feita para que o estádio servisse como Centro de Treinamento e fossem entregues antes da Copa do Mundo da FIFA 2014, mas a obra não foi terminada a tempo, e acabou sendo descartado. Passados mais de sete anos as obras foram finalmente concluídas em fevereiro de 2020.